# Schlesien Aktuell
Schlesien Aktuell (Aktuální Slezsko) je německojazyčné rozhlasové vysílání v Polsku. Vysílání je určeno pro německou menšinu v Opolském vojvodství.

Vysílání Schlesien Aktuell je od pondělí až do čtvrtku od 20:35 do 20:55 na veřejnoprávní stanici Radio Opole. Vysílání moderuje Rudolf Urban a Karina Niemiec. Schlesien Aktuell je realizována od produkční společnosti Pro Futura GmbH.

Dne 15. května 1998 byl Schlesein Aktuell poprvé na rádiu Radio Opole vysílán. Od té doby je vysílací nabídka nepřetržitá.

K obsahu vysílání patří zpravodajství, reportáže, rozhovory a komentáře o aktuálnosti německé minority v Horním Slezsku (zejména v polské části) a německo-polských témat. Mezi příspěvky jsou přehrávány i německojazyčné písně, od šlágrů až po rock. V úterý se Schlesien Aktuell řídí podle mladého publika.